# Laomedeia
Laomedeia  är en av Neptunus månar.